# Edinburgh Seven
De Edinburgh Seven was de eerste groep van vrouwelijke studenten aan een universiteit in het Verenigd Koninkrijk. Zij studeerden echter niet af vanwege protesten en pesterijen.
Sophia Jex-Blake, Mary Anderson, Emily Bovell, Matilda Chaplin, Helen Evans, Edith Pechey en Isabel Thorne begonnen hun studie in 1869 nadat Jex-Blake een oproep had gedaan. Zij wilde in maart 1869 geneeskunde gaan studeren aan de Universiteit van Edinburgh, maar hoewel de medische faculteit en de Senaat van de universiteit er mee hadden ingestemd om haar geneeskunde te laten studeren, verwierp het universiteitsbestuur haar aanvraag omdat de universiteit niet de nodige regelingen wilde treffen die slechts 'in het belang van één vrouw’ waren.
De Edinburgh Seven werden tijdens hun studie behoorlijk tegengewerkt door hun mannelijke medestudenten en het werd hun uiteindelijk onmogelijk gemaakt af te studeren. 150 jaar nadat zij zouden hebben moeten afstuderen werd hen alsnog hun graad toegekend. Op 6 juli 2019 namen zeven studenten van de universiteit uit naam van de Edinburgh Seven hun academische graad in ontvangst.
Door de inzet van de Edinburgh Seven werd in 1877 de wet aangepast om vrouwen in het hoger onderwijs toe te laten. Het duurde nog eens twintig jaar voordat aan de Universiteit van Edinburgh de eerste vrouwen afstudeerden.